# Лю Цуйцин
Лю Цуйцин (кит. 刘翠青; род. 28 октября 1991, Наньнин) ― китайская легкоатлетка-паралимпиец. Трехкратная чемпионка летних Паралимпийских игр в 2016 и 2020 годах. Незрячая спортсменка, бегает на соревнованиях с проводником Сюй Дунлинь. Участвует в дисциплинах в T11/F11 100 метров, 200 метров, 400 метров и прыжках в длину.

## Биография
Родилась 28 октября 1991 года в городе Наньнин, провинция Гуанси, Китай.
На чемпионате мира 2015 года в Дохе (Катар) Лю Цуйцин стала четырехкратной чемпионкой в беге на 100 метров Т11, на 200 метров Т11, на 400 метров Т11 и в эстафете 4×100 м.
На чемпионате мира 2017 года в Лондоне (Британия) Лю Цуйцин выиграла золотую медаль в беге на 400 метров Т11.
Через два года на первенстве мира в Дубае (ОАЭ) Лю Цуйцин заняла первое место в беге на 200 метров T11.
В 2018 году на Азиатских Паралимпийских играх в Джакарте она трижды поднималась на первое место в беге на 100 метров Т11, 200 метров Т11 и на 400 метров Т11.

## Паралимпийские игры
На своих первых Паралимпийских играх в Рио-де-Жанейро в 2016 году Лю Цуйцин дважды стала чемпионкой в дисциплинах 4×100 метров — Т11-13 и на 400 метров, Т11. Там же она завоевала серебро в беге 200 метров и бронзу на 100 метров.
На летних Паралимпийских играх 2020 в Токио Лю Цуйцин выиграла золотую медаль в беге на 400 метров, Т11.